# Монастир ді Гареньяно (Мілан)
Монастир ді Гареньяно, Мілан , також Чертоза ді Гареньяно, Чертоза ді Мілано (італ. Certosa di Garegnano, італ. Certosa di  Milano) — старовинний картезіанський монастир, котрий був розташований на околиці Мілана і у XX ст. увійшов до його кордонів.

## Історія
Монастир був заснований 19 вересня 1349 року єпископом і володарем середньовічного міста Мілан Джованні Вісконті(1290—1354). Монастир заснували у півніно-західному передмісті на відстані приблизно чотири кілометри від міста у селі Гареньяно.
Первісні споруди монастиря начерно створили до 1352 року. В XIV столітті Лукіно Вісконті зробив багате приношення у монастир, завдяки чому були створені новів вівтарі і добудови приміщень.
Вночі 23 квітня 1449 року у монастир вдерлися грабіжники, аби викрасти коштовне каміння і вироби з золота.
Серед відомих осіб, що відвідали монастир, були сам Франческо Петрарка, св. Бернард Сієнський, св. Карло Борромео, король Іспанії Філіп IV.
Під час захоплення земель Півночі Італії Австрійською імперією монастир був скасований за часів проведення антиклерикальних реформ імператором Йосипом II. З 1782 року монастиську церкву зробили приходською. Під час наполеонівської навали монастир загарбали французькі військові, котрі розмістили тут стайні і коней. В першій третині XIX ст. монастир відвідав англійський поет Джордж Гордон Байрон, що дав його опис у власному листі.
У 1960-і роки залишки монастирських споруд передали ордену капуцинів. Сучасний комплекс споруд належить кінцю XVI та XVII століттям. Свого часу монастирську церкву прикрашали Сімоне Петерцано, Даніеле Креспі, авторитетні майстри доби бароко у Мілані.

## Галерея обраних фото

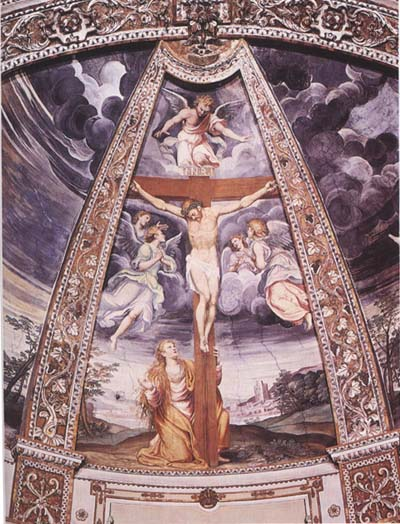
Худ. Сімоне Петерцано. Розп'яття над вівтарем монастирської церкви

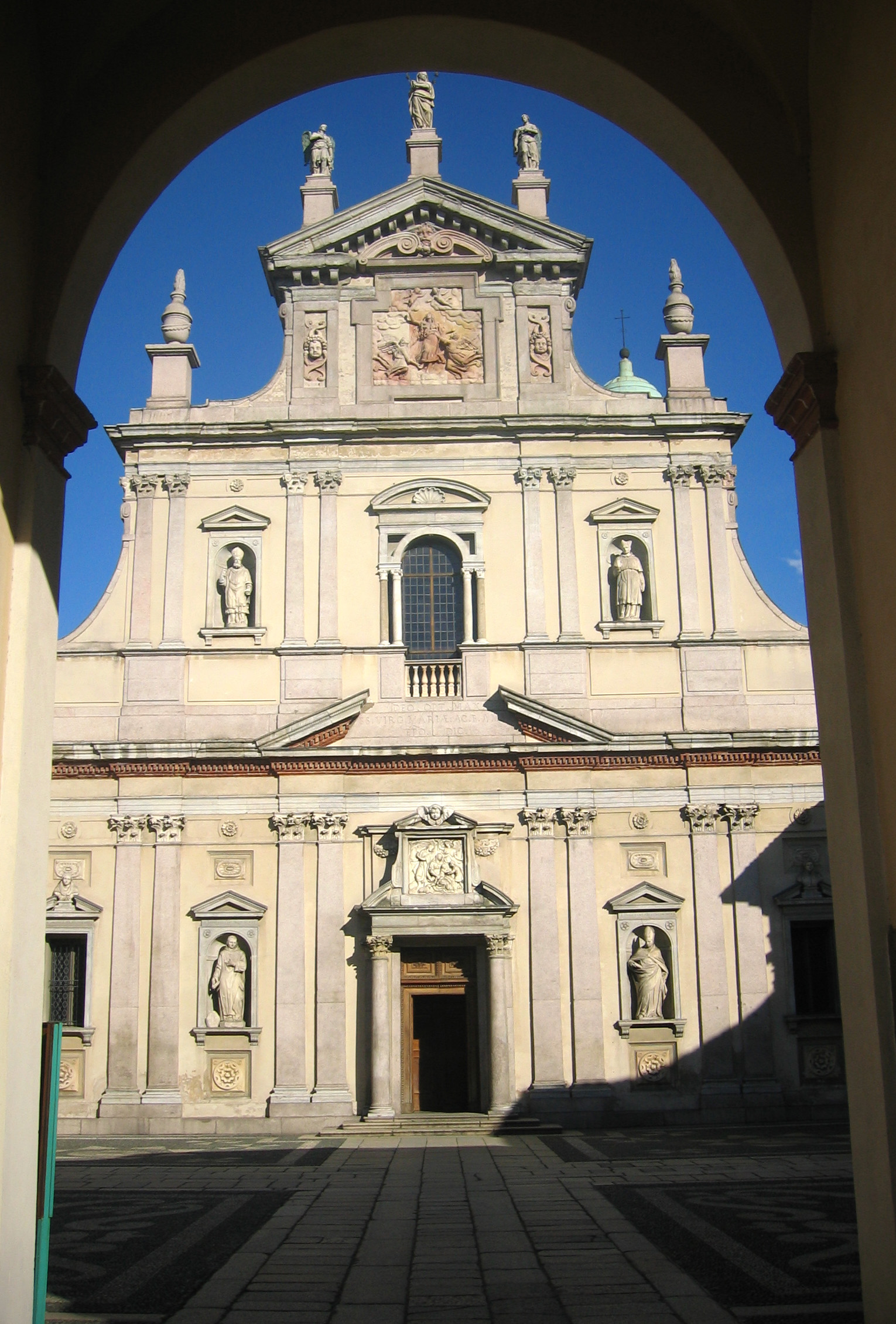
Головний фасад монастирської церкви
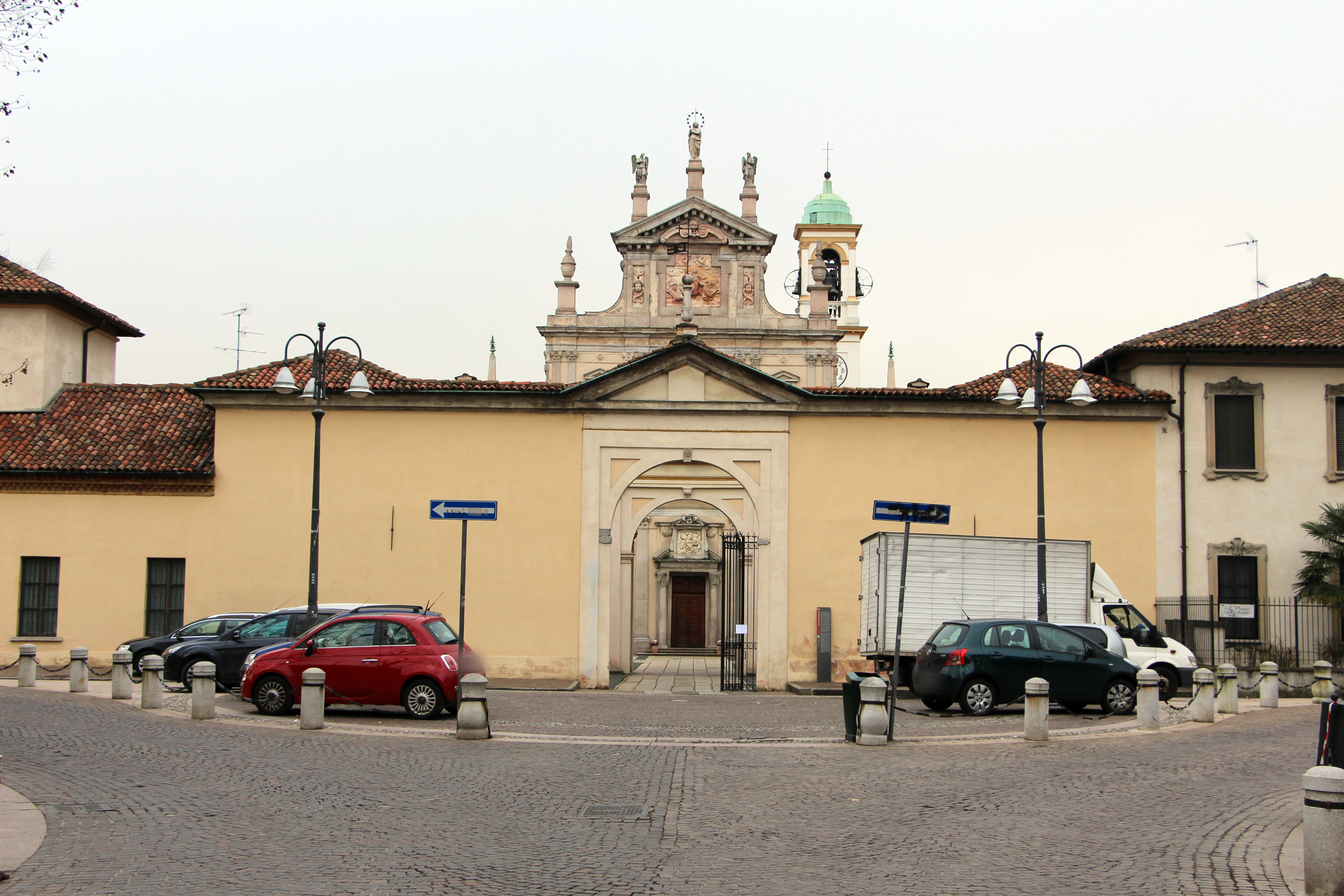
Вхідна брама від міста
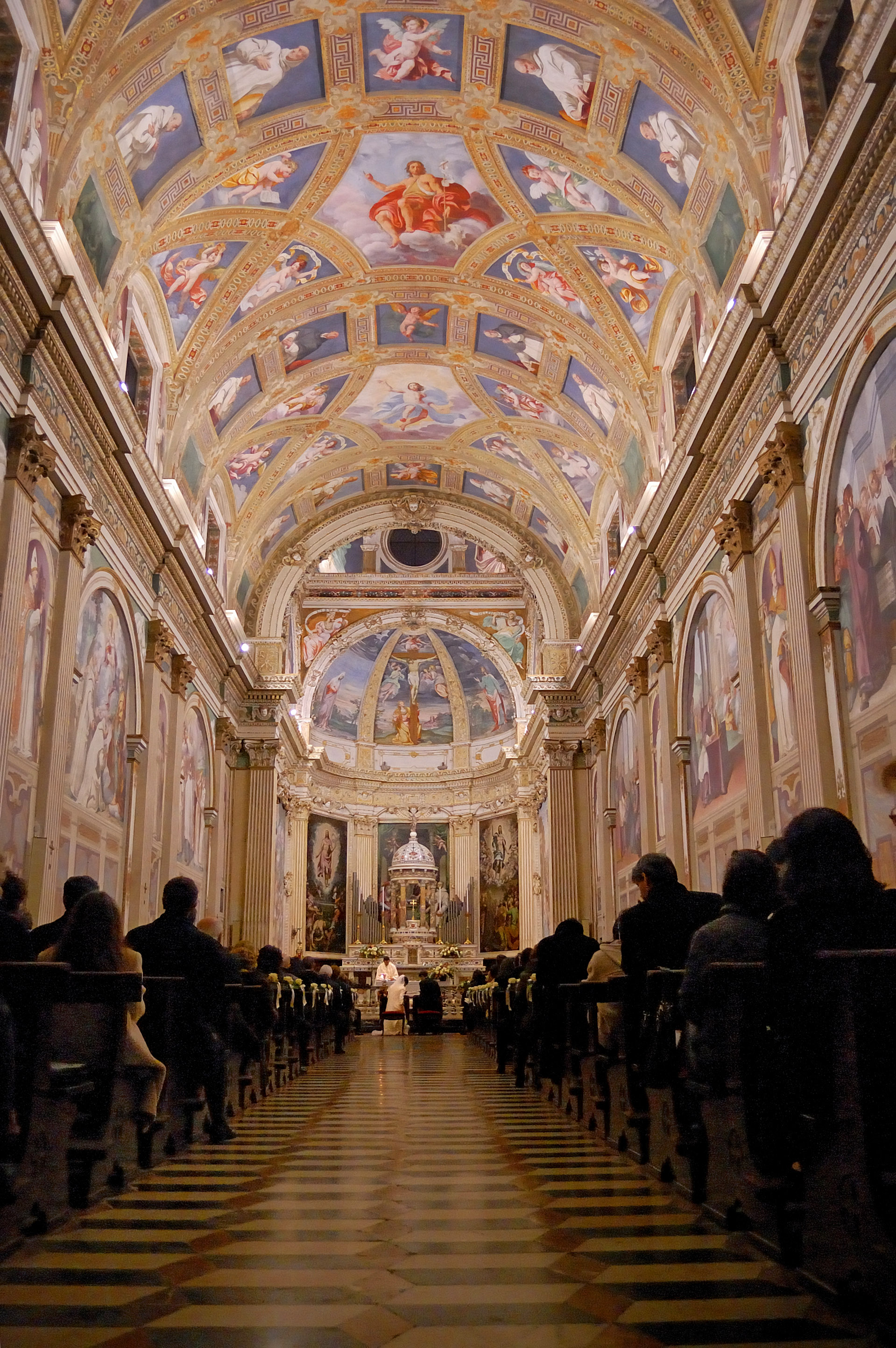
Однонавний інтер'єр монастирської церкви
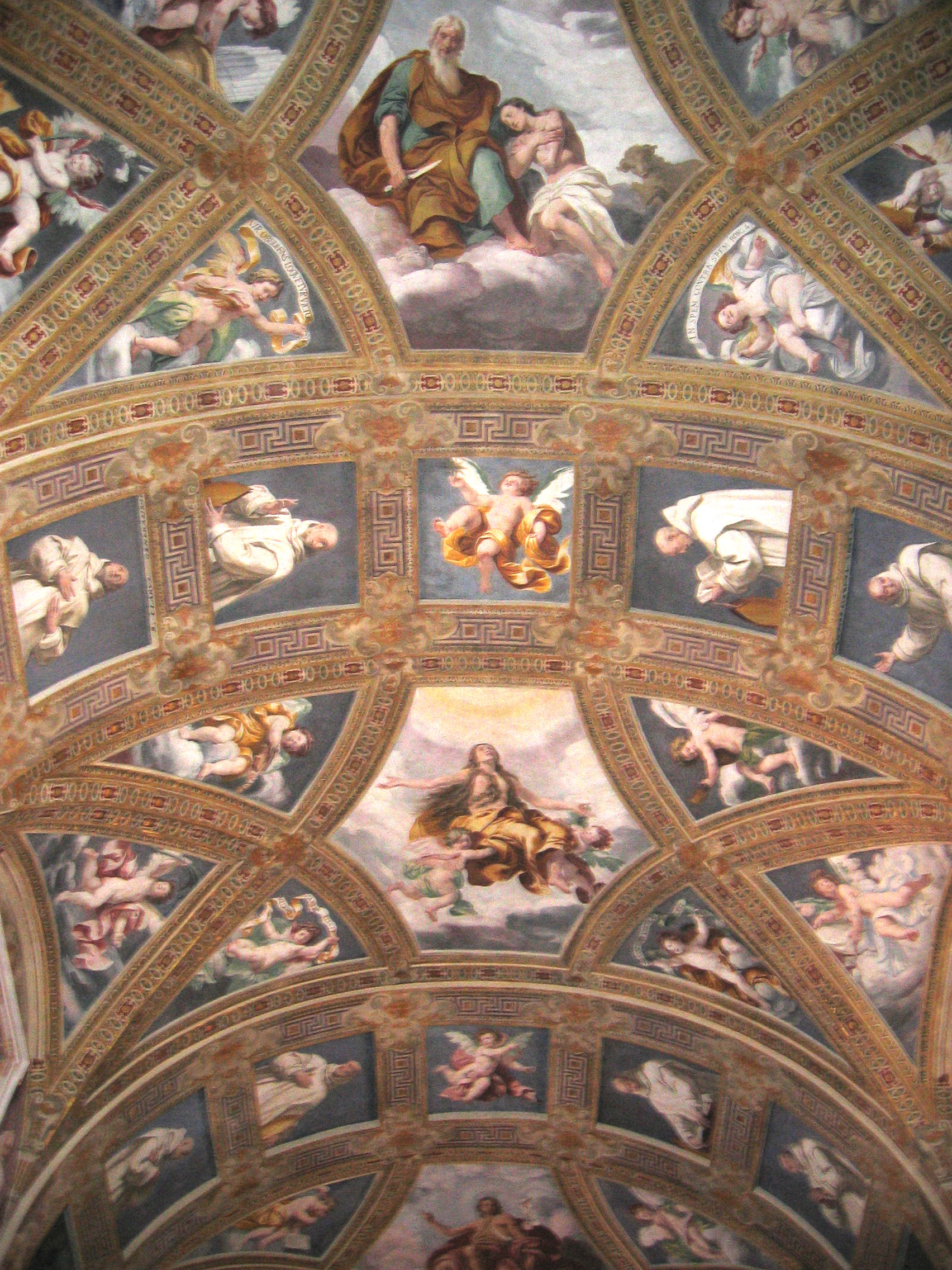
Худ. Даніеле Креспі.  Декор напівциркульної стелі церкви
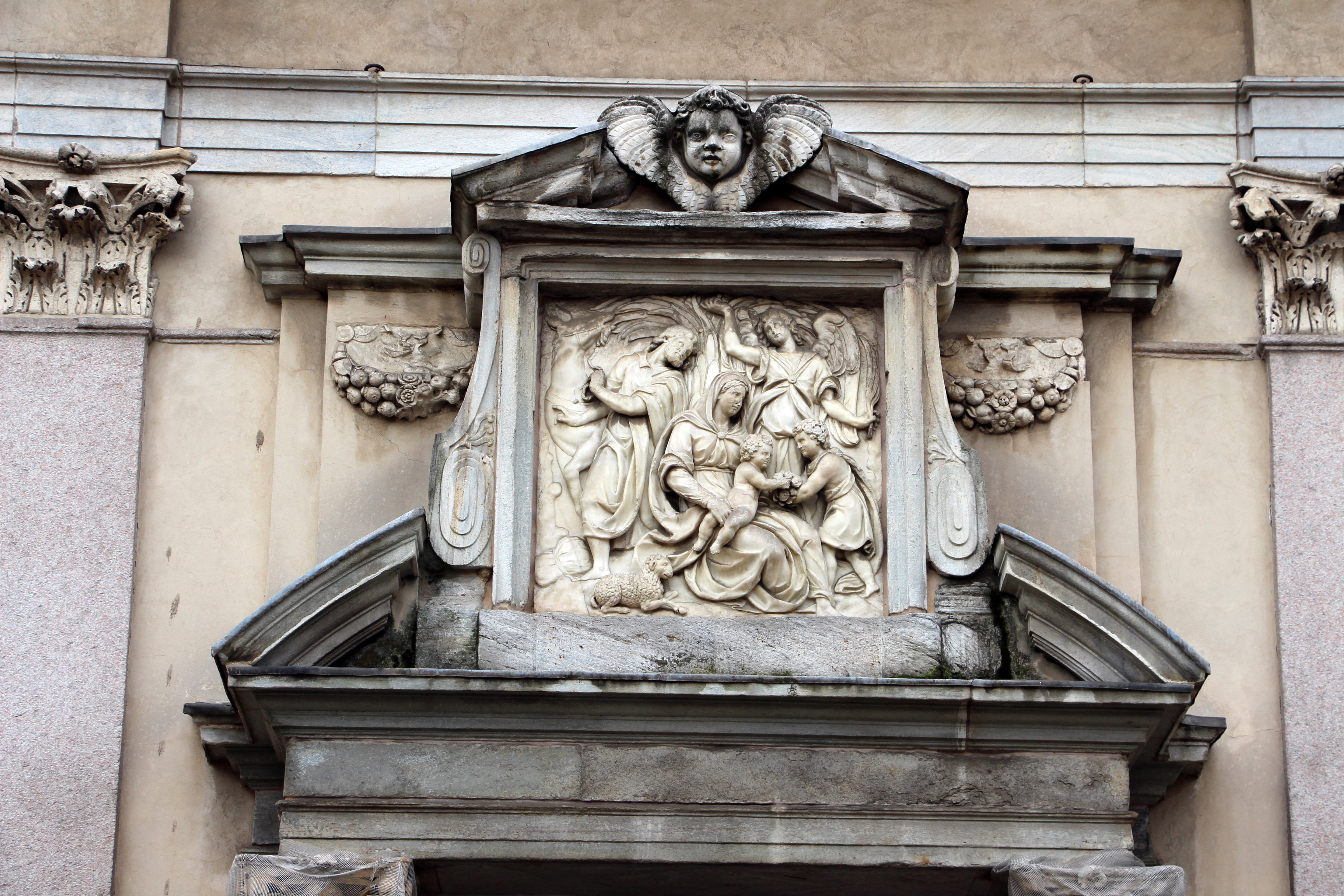
Рельєф «Св. Родина з Іваном Хрестителем дииною»
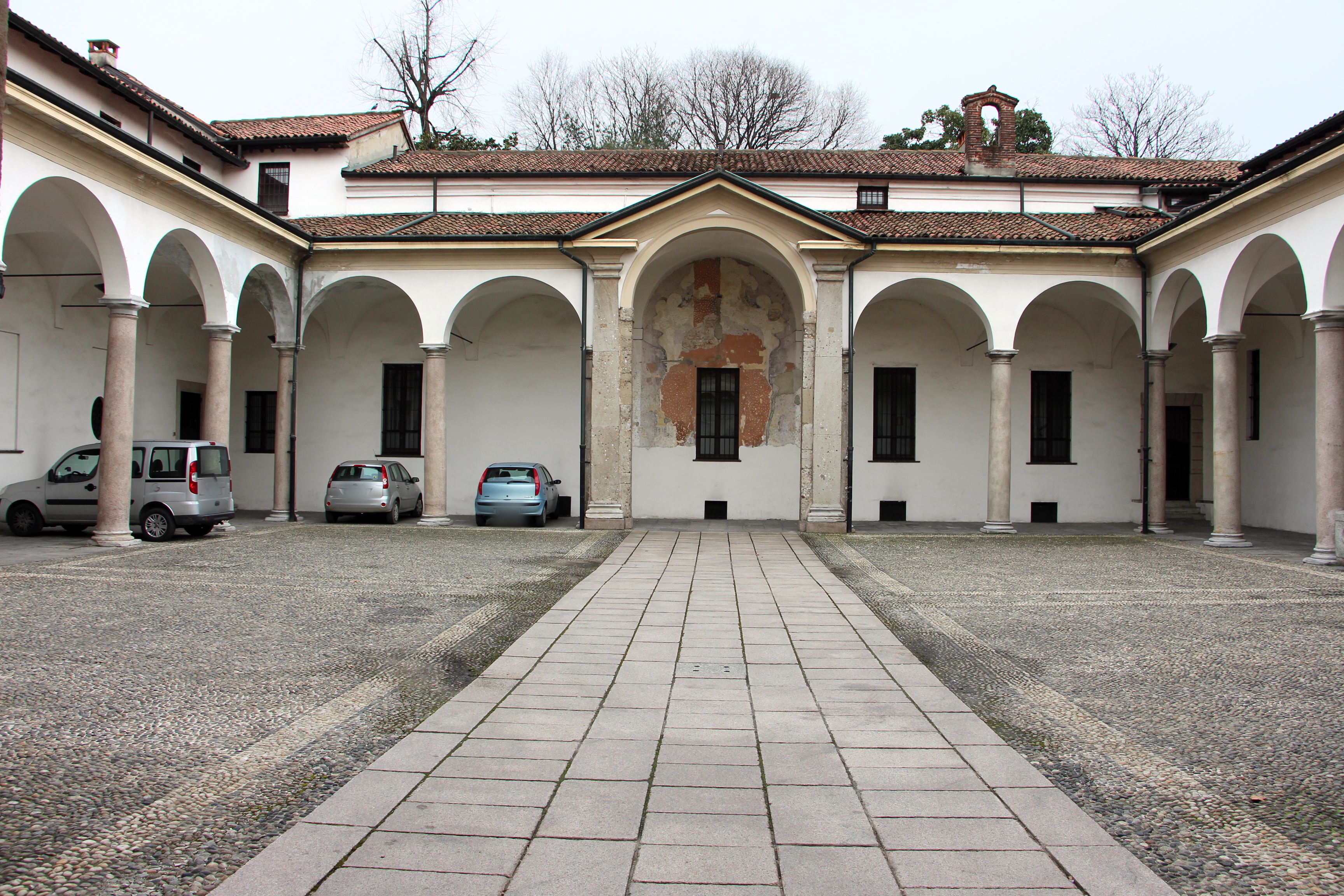
Подвір’я монастиря
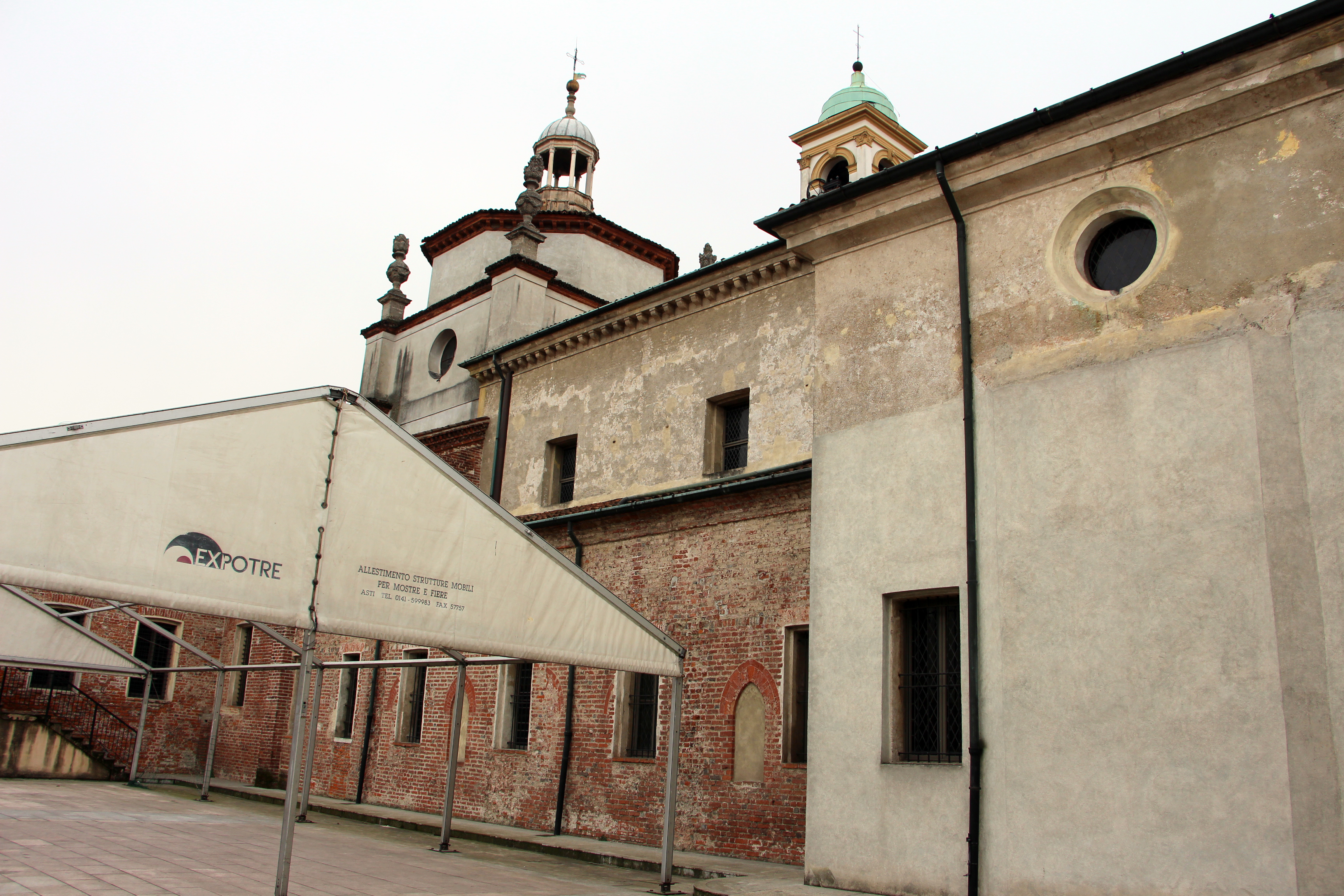
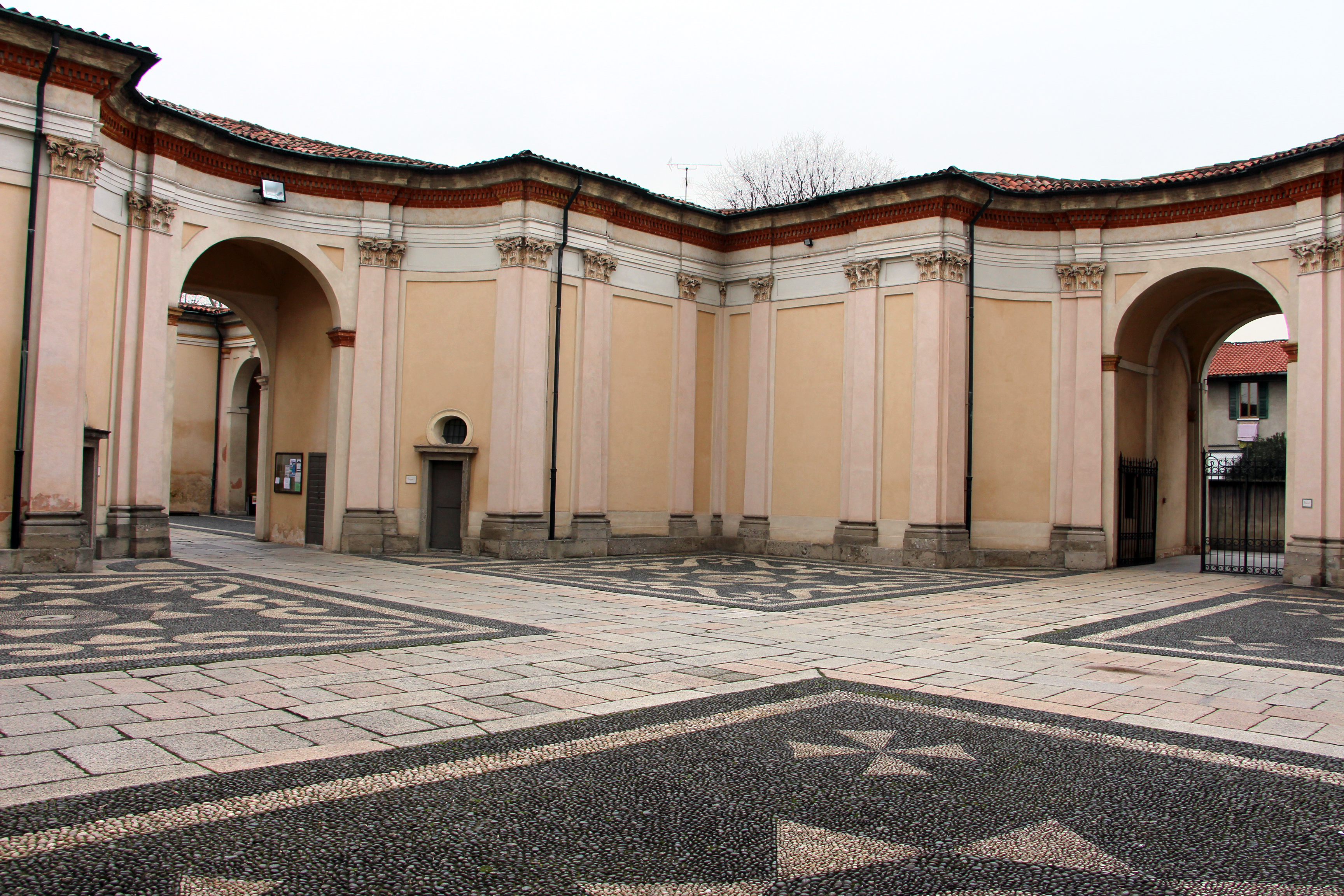
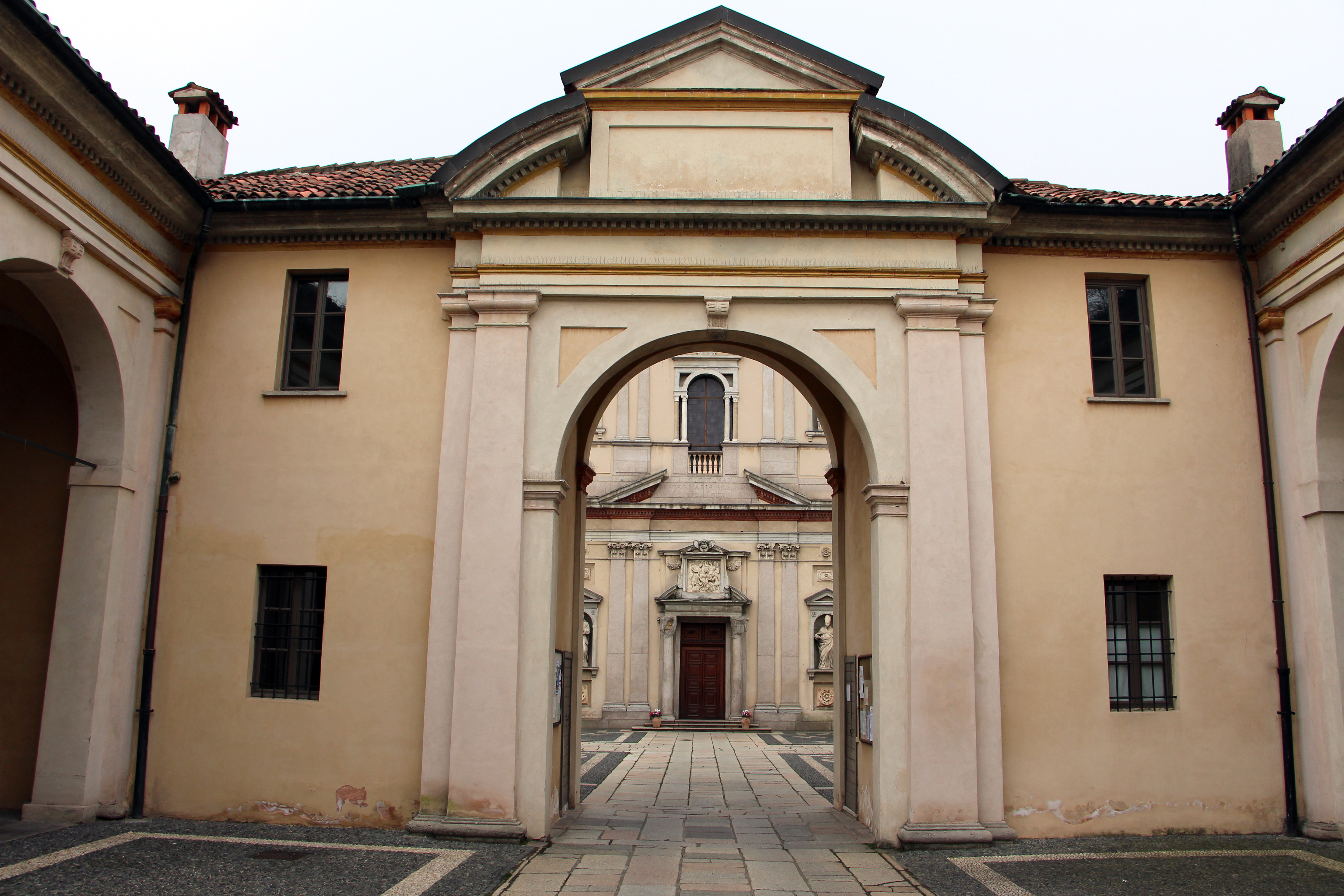
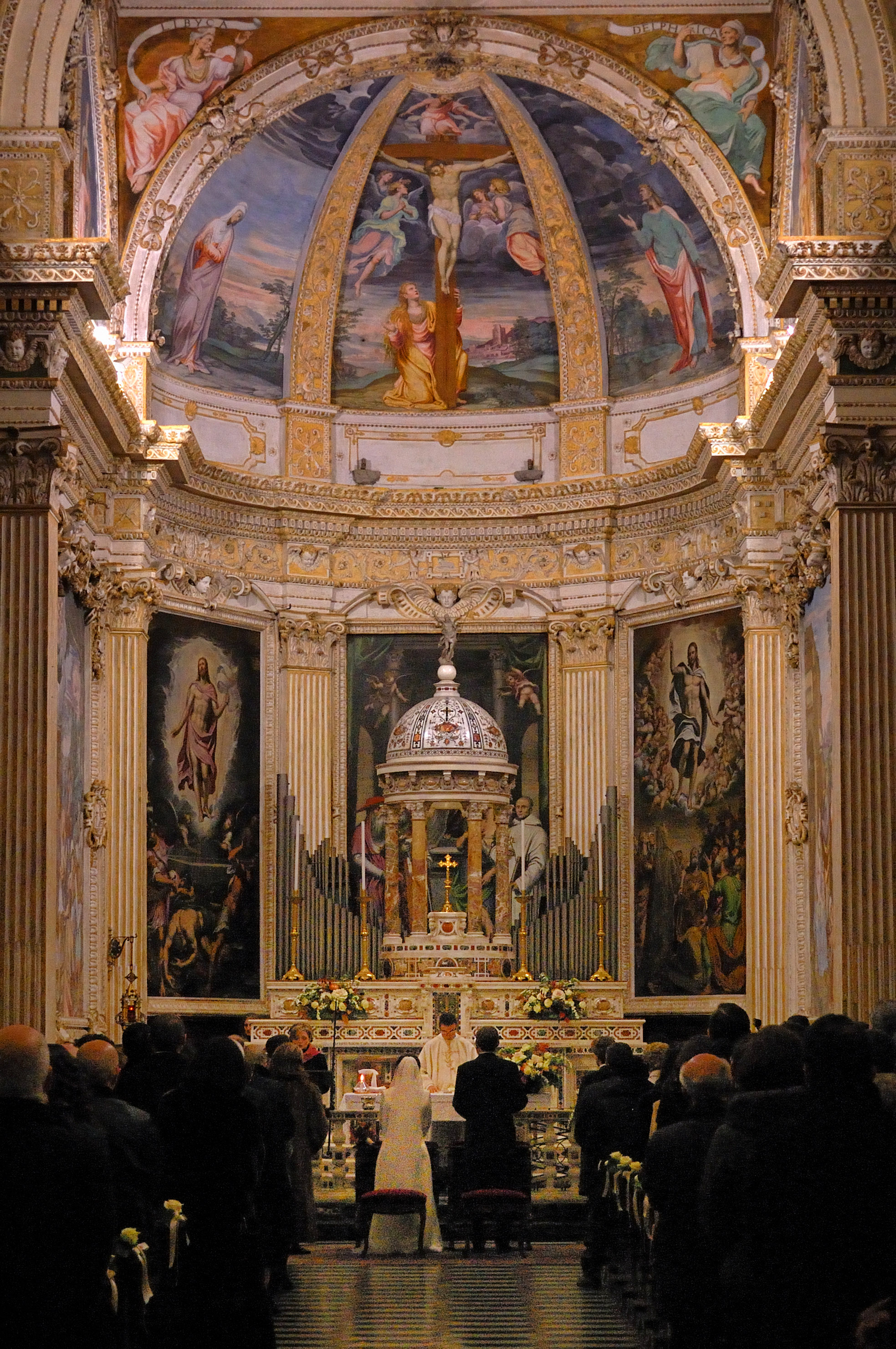
Вівтар монастирської церкви